# Beautiful Life Television
Beautiful Life Television (BLTV) is een Chinees-boeddhistische televisiezender in Republiek China (Taiwan) die ook in het buitenland is te ontvangen. De voertaal van BLTV is Standaardmandarijn. De zender heette oorspronkelijk 佛光衛星電視臺 (Buddha's Light Television) en werd eind 1997 opgericht. De internationale boeddhistische organisatie Fo Guang Shan beheert de BLTV. Vanaf 2002 gebruikt BLTV de volgende motto's: verjonging, onderwijzend, internationalisering en publieke welzijnbevorderend. De televisiezender is niet commercieel en hangt af van donaties van gelovigen. Fo Guang Shan Television Center in Taipei is het hoofdkantoor van de televisiezender. 

## Ontvangstgebieden
Republiek China (Taiwan), Hongkong, Amerika, Japan, Korea, Macau, Chinese vasteland, Vietnam, Laos, Thailand, Cambodja, Birma, Nepal, Bhutan, Bangladesh, India, Pakistan, Sri Lanka, Filipijnen, Brunei en Indonesië.